# Leonard Schiff
Leonard Isaac Schiff (* 29. März 1915 in Fall River, Massachusetts; † 19. Januar 1971 in Stanford, Kalifornien) war ein US-amerikanischer theoretischer Physiker.

## Leben
Schiffs Vorfahren waren jüdische Einwanderer aus Litauen; er selbst wuchs in Brooklyn auf. Er studierte Physik an der Ohio State University, wo er 1933 seinen Bachelor- und 1935 bei Llewellyn Thomas seinen Master-Abschluss machte. Dann ging er an das Massachusetts Institute of Technology (MIT), wo er 1937 bei Philip M. Morse mit einer Arbeit über die Streuung von Neutronen, Protonen und Deuteronen („Theory of collision of the light elements“) promovierte. Danach ging er mit einem Stipendium zur Theoriegruppe von Robert Oppenheimer in Kalifornien (gleichzeitig am Caltech und an der University of California, Berkeley). Er arbeitete dort mit anderen Mitgliedern der Gruppe wie Hartland Snyder, Robert Serber und Willis Lamb. 1940 wurde er Instructor an der University of Pennsylvania, zwei Jahre später Assistant und dann Associate Professor. Während dieser Zeit arbeitete er wie schon in Berkeley über flüssiges Helium. Während des Zweiten Weltkriegs arbeitete er an verschiedenen Projekten, u. a. über Kristalldetektoren im Radar und am Kernwaffenprogramm in Los Alamos; dort war er beim Trinity-Test dabei. Nach Ende des Kriegs ging Schiff 1947 an die Stanford University. Dort wurde er 1948 Professor und Leiter des Physik-Departments, was er bis 1966 blieb. Schiff war an der Entwicklung des Linearbeschleunigers SLAC beteiligt und analysierte mit Robert Hofstadter, den er noch von der University of Pennsylvania kannte, die Elektronenstreu-Experimente, für die Hofstadter schließlich den Nobelpreis bekam.
Schiffs theoretische Arbeiten haben meist eine enge Verbindung zum Experiment, ähnlich wie bei John William Strutt, 3. Baron Rayleigh, den Schiff bewunderte und dessen Biographie er schreiben wollte. Schiff ist heute vor allem für sein Lehrbuch für Quantenmechanik bekannt, das zuerst 1949 erschien und lange das führende Lehrbuch in den Vereinigten Staaten war. Gerüchteweise soll es teilweise auf seine Vorlesungsnotizen von Oppenheimers Vorlesungen in Berkeley zurückgehen, doch Schiff selbst war als exzellenter Lehrer bekannt und erhielt dafür mehrere Auszeichnungen. Weiterhin ist Schiff für die theoretische Analyse von Tests der Allgemeinen Relativitätstheorie bekannt; so wies er beispielsweise nach, dass die gravitative Masse von Anti-Teilchen nicht negativ sein kann, da dies Beobachtungen der Atomphysik widerspricht. 1960 schlug Schiff ein Satellitenexperiment zum Test der Allgemeinen Relativitätstheorie vor, bei dem Kreisel in eine Umlaufbahn um die Erde gebracht würden. Aus der relativen Orientierung der Kreiselachse zu den Fixsternen wäre u. a. der Lense-Thirring-Effekt beobachtbar, der sich aus einem Mitführeffekt der Raumzeit bei Drehung der Erde ergibt. Das Experiment wurde jahrzehntelang u. a. von William Fairbank Sr. in Stanford vorbereitet und schließlich 2004 in den Gravity-Probe-B-Experimenten verwirklicht.
1966 erhielt Schiff die Oersted Medal. Er war einer der Initiatoren der Gründung der Fachzeitschrift Journal of Mathematical Physics im Jahr 1960. Zudem war er Mitglied der American Academy of Arts and Sciences (1969) und der National Academy of Sciences (zum Zeitpunkt seines Ablebens als Chairman der Physik-Abteilung).
1948 war er einer der Gründer von Varian Associates (mit Russell Varian und seinem Bruder Sigurd, William Webster Hansen, Edward Ginzton und anderen).
Schiff war seit 1941 verheiratet und hatte zwei Kinder.

## Schriften
- Schiff: Quantum Mechanics. McGraw Hill, 1949, 2. Auflage 1955, 3. Auflage 1968.
- Schiff, Hofstadter (Hrsg.): Nucleon Structure. Stanford University Press 1964.